# Denhamia oleaster
Denhamia oleaster là một loài thực vật có hoa trong họ Dây gối. Loài này được (Lindl.) F.Muell. mô tả khoa học đầu tiên năm 1859.

## Hình ảnh

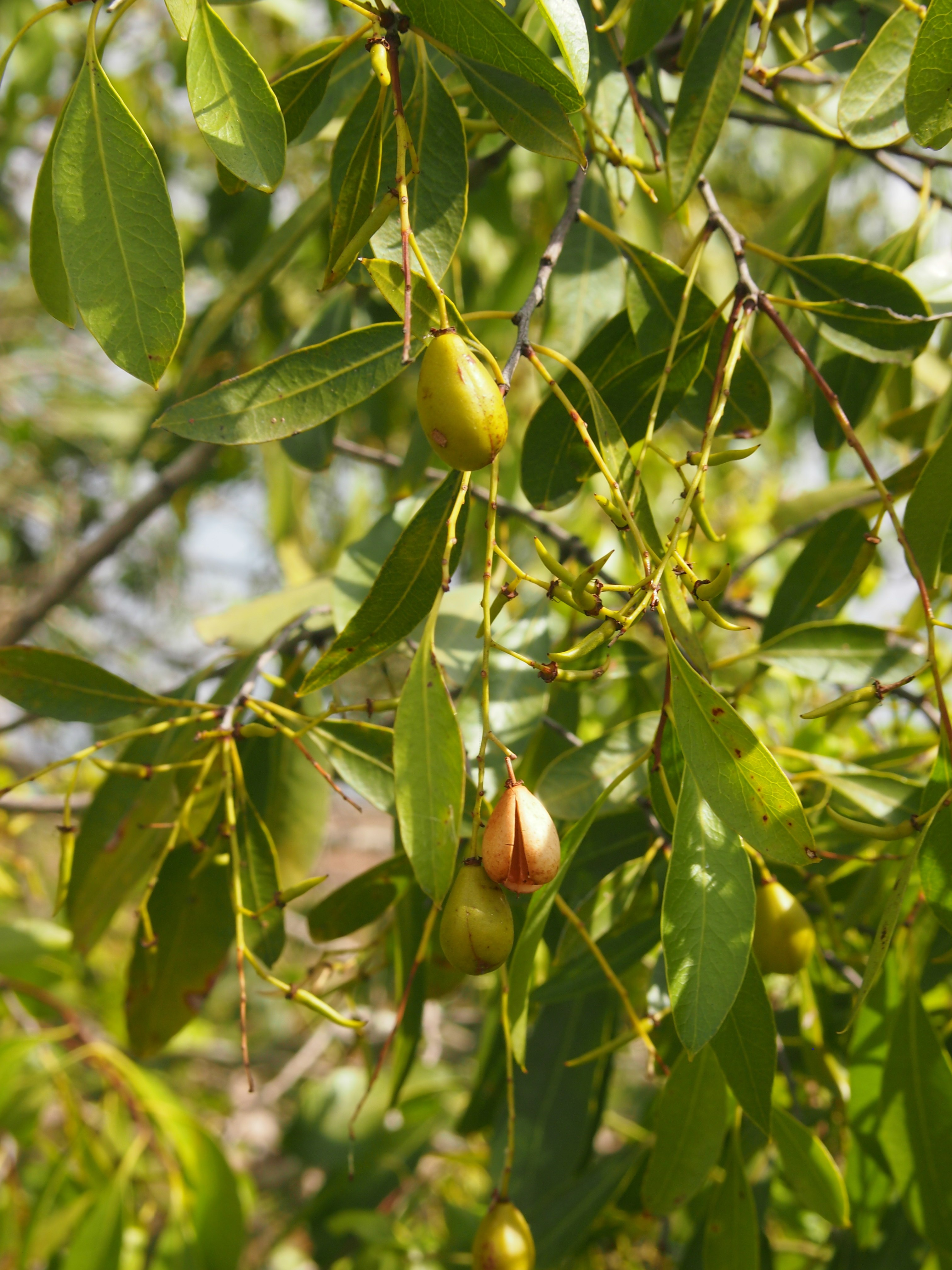
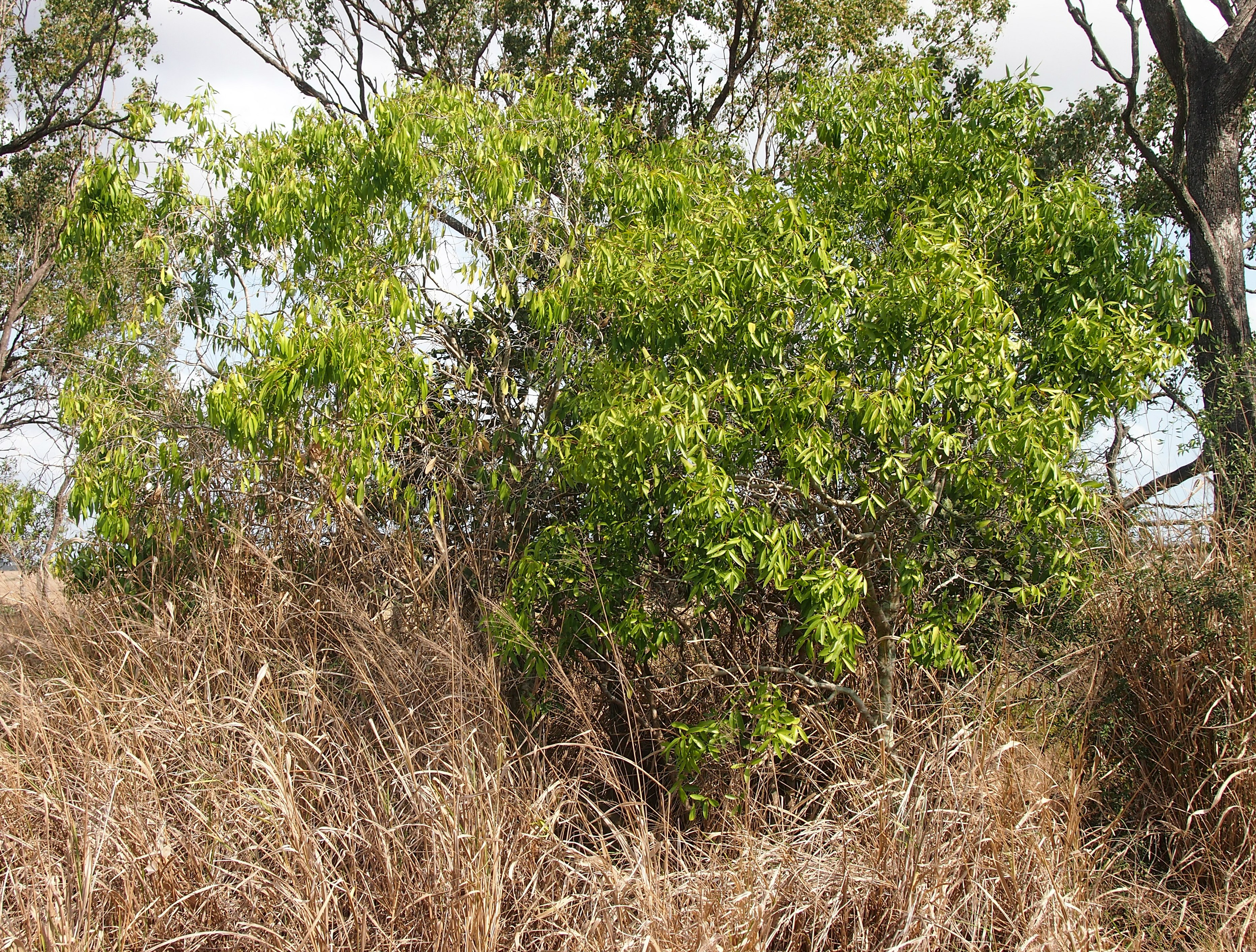
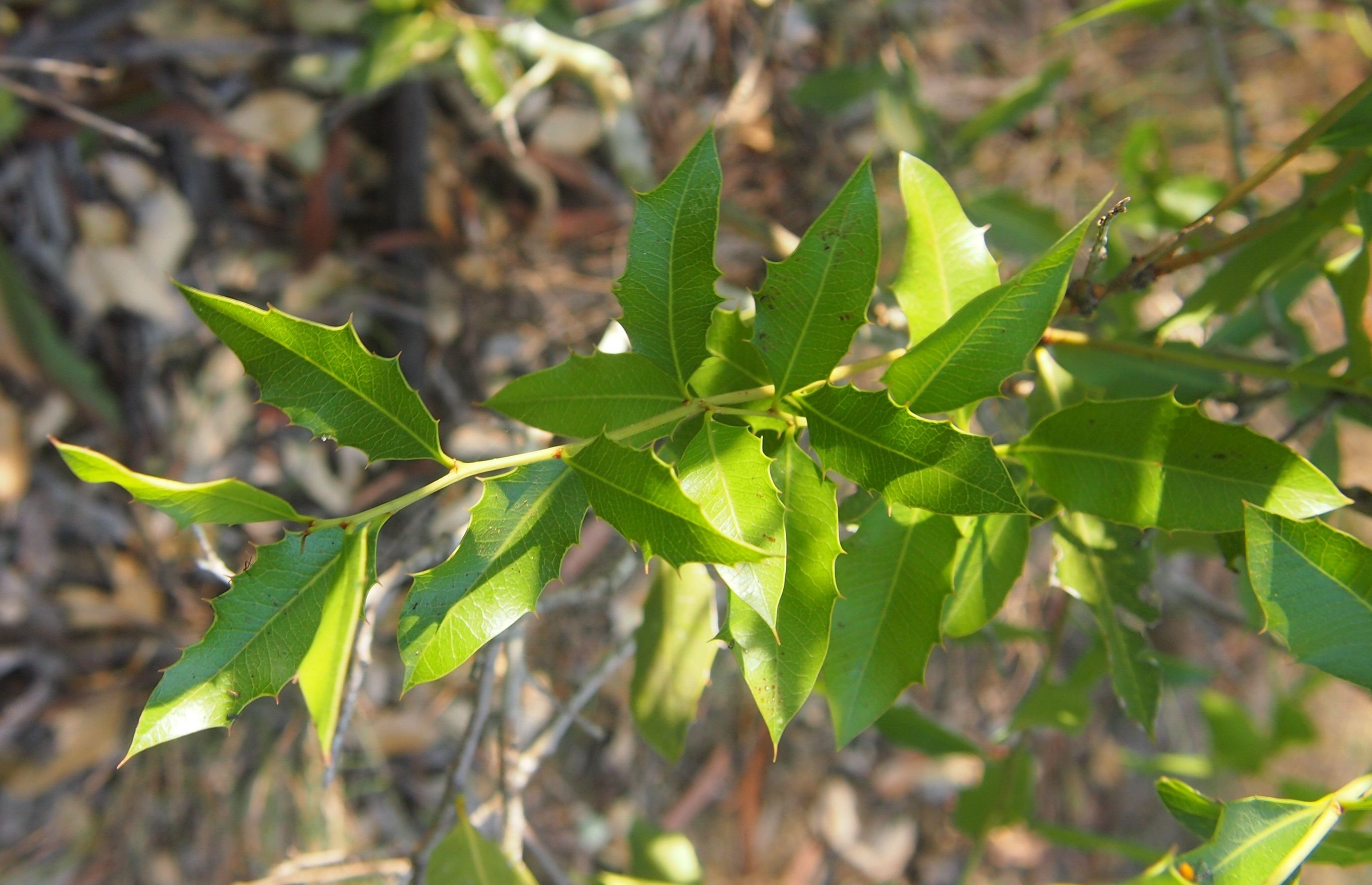